# Oreocharis eximia
Oreocharis eximia är en tvåhjärtbladig växtart som först beskrevs av Woon Young Chun och K.Y. Pan, och fick sitt nu gällande namn av Mich. Möller och A. Weber. Oreocharis eximia ingår i släktet Oreocharis och familjen Gesneriaceae. Inga underarter finns listade i Catalogue of Life.